# Ins Blinde hinein
Ins Blinde hinein ist ein 1913 gedrehtes, deutsches Stummfilmdrama mit Erna Morena.

## Handlung
Eine junge Frau geht mit einer Lüge in ihre Ehe. Auf diesem wackeligen Fundament erwächst ihr und den sie umgebenden Menschen schweres Leid, verbunden mit Angst und schwerer Eifersucht, die sich jedoch als unbegründet erweist. Die Dinge verkomplizieren sich, als auch noch der frühere Liebhaber aufkreuzt und die Verzweiflung der jungen Gattin bis ins Äußerste steigert. Diese Melange stärkster Gefühlswallungen führt dazu, dass die Frau überraschend an einem Herzschlag verstirbt.

## Produktionsnotizen
In Blinde hinein passierte im Januar 1914 die Filmzensur und wurde wohl wenig später uraufgeführt. Der Zweiakter lief in Wien im März desselben Jahres an.

## Kritik
Wiens Neue Freie Presse schrieb anlässlich der österreichischen Premiere: „Was Erna Morena in der Hauptrolle leistet, gehört zu dem besten, was wir im Film gesehen haben. Auch das Spiel der übrigen Darsteller und die Landschafts- und Interieuraufnahmen stehen auf der gleichen Höhe. Es ist wirklich ein vornehmes, fein abgetöntes Werk.“